# رميفنتانيل
ريميفنتانيل (بالإنجليزية: Remifentanil)‏ هو دواء مسكن ألم ينتمي إلى مجموعة المسكنات الأفيونية، يستخدم في علاج أنواع الألم الشديد، يعطى للمرضى أثناء الجراحة لتخفيف الألم وكمساعد للتخدير. يستخدم رميفنتانيل للتخدير وكذلك جنبا إلى جنب مع أدوية أخرى للاستخدام في التخدير العام. لقد أتاح استخدام الريميفنتانيل استخدام جرعة عالية من الأفيونيات وتخدير المنوم بجرعة منخفضة، بسبب التآزر بين الريميفنتانيل ومختلف الأدوية المنومة والتخدير المتقلّب.

## الاستخدام السريري
يستخدم رميفنتانيل كمسكن أفيوني.  يتم استخدامه بفعالية خلال القحف،  جراحة العمود الفقري،  جراحة القلب،  وجراحة الجهاز الهضمي.  بينما تعمل المواد الأفيونية بشكل مشابه، فيما يتعلق بالتسكين، فإن الحرائك الدوائية للريميفنتانيل  تسمح بالشفاء بشكل أسرع بعد الجراحة. 
يُعطى الدواء بشكل تَسريب وريدي مستمر بمقدار 0.5-1 مكغ/كغ/الدقيقة، ويمكن رفع الجرعة إلى 2 مكغ /كغ/الدَّقيقة، أو تكرارها حسب رأي الطبيب.